# 286 Iclea
286 Iclea är en asteroid i huvudbältet, som upptäcktes den 3 augusti 1889 av den österrikiske astronomen Johann Palisa. Den namngavs senare efter Iclea, hjältinnan i den franske astronomen och författaren Camille Flammarions roman Uranie (1889), i svensk översättning ”Urania: en själs resa i oändligheten” (1890).
Icleas senaste periheliepassage skedde den 12 juni 2021. Dess rotationstid har beräknats till 15,37 timmar.